# Portón-Pasaje
Portón-Pasaje es el nombre de una puerta monumental y escultórica de la artista española Cristina Iglesias sita en el Museo del Prado, en Madrid.
Cuando en el siglo XXI el arquitecto Rafael Moneo recibió el encargo de construir un edificio adicional del Museo del Prado, Moneo encargó a Cristina Iglesias la construcción de sus puertas. Iglesias realizó su trabajo entre 2006 y 2007.
La puerta está formada por seis grandes piezas de bronce de seis metros de altura, con un peso total de 22 toneladas, y se abre con un mecanismo hidráulico. En el horario del museo se abre a propósito en algunos momentos para que la obra se vea en su totalidad.